# Pyrinia felinaria
Pyrinia felinaria là một loài bướm đêm trong họ Geometridae.